# چشمه‌گچ
چشمه‌گچ، روستایی است از دهستان جلالوند بخش مرکزی شهرستان کرمانشاه که در ۶۱ هزارگزی جنوب کرمانشاه و ۱۰ هزارگزی چنار مرکز دهستان واقع است. کوهستانی و سردسیر است و ۵۴۰ تن سکنه دارد. آبش از چشمه، محصولش غلات و لبنیات، شغل اهالی زراعت و گله داری و راهش مالرو است.

## جمعیت
این روستا در دهستان جلال‌وند قرار دارد و بر پایه سرشماری مرکز آمار ایران در سال ۱۳۸۵، جمعیت آن ۵۹۶ نفر (۱۲۳خانوار) بوده‌است.